# Valenciennes

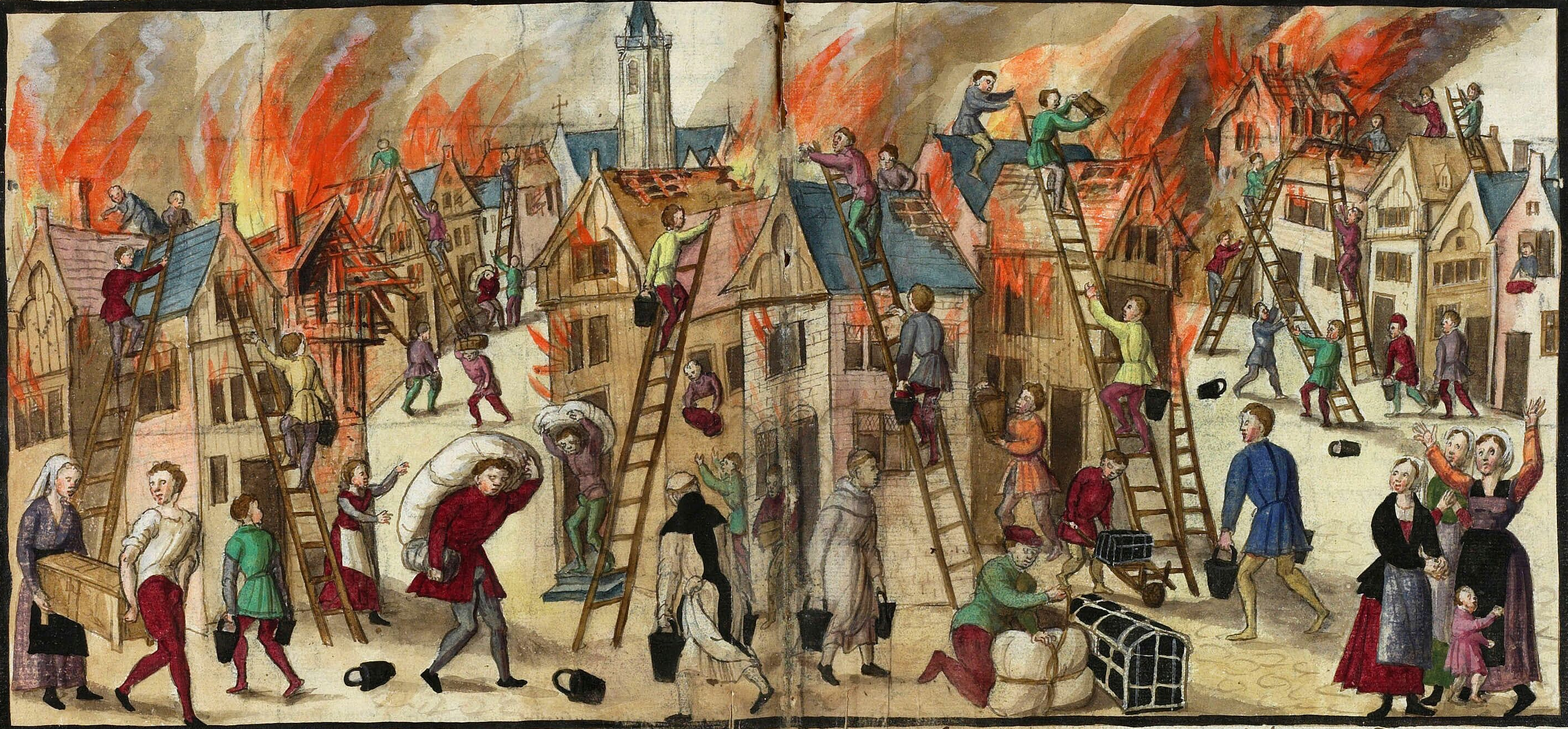
Brand van Valenciennes in 1522

Valenciennes (historische Nederlandse naam: Valencijn) is een Noord-Franse stad in het Noorderdepartement, gelegen aan de rivier Schelde. Het is een industriestad (textiel, auto-industrie) met op 1 januari 2022 42.979 inwoners, maar centrum van een agglomeratie van ruim 300.000 inwoners.

## Geschiedenis

### Vestingstad
Vanaf het midden van de 10e eeuw was Valenciennes als vestingstad onderdeel van een markgraafschap. Omstreeks 1049 werden de graven van Bergen ook markgraaf van Valencijn. Vanaf 1071 is het de hoofdstad van het nieuwe graafschap Henegouwen. Zodoende werd het later deel van de Bourgondische staten en vervolgens ook van de Habsburgse Nederlanden. In 1114 kreeg Valencijn stadsrechten.

### Stadsbrand
In 1171 vond in Valenciennes een grote stadsbrand plaats.

### Calvinistisch bolwerk
Omstreeks 1560 was Valencijn een broeiplaats van het calvinisme. In 1562 brak hier het eerste gewelddadige verzet in de Nederlanden uit tegen de geloofsvervolging. Op de Journée des mal brûlés (de dag van de slecht-verbranden) werden enkele tot de brandstapel veroordeelde protestanten door een volksmassa bevrijd.
De Beeldenstorm bereikte Valencijn op 24 augustus 1566. Hierna werd de stad een van de allereerste brandhaarden van opstand. Op 24 maart 1567 werd Valencijn heroverd door Spaanse regeringstroepen, wat daarmee een van de eerste gevechten in de Tachtigjarige Oorlog was.
Op 23 mei 1572 werd de stad veroverd door Lodewijk van Nassau (zie Oranjes tweede invasie), maar in augustus opnieuw onderworpen door de hertog van Alva.

### Verovering door de hertog van Parma en door Frankrijk

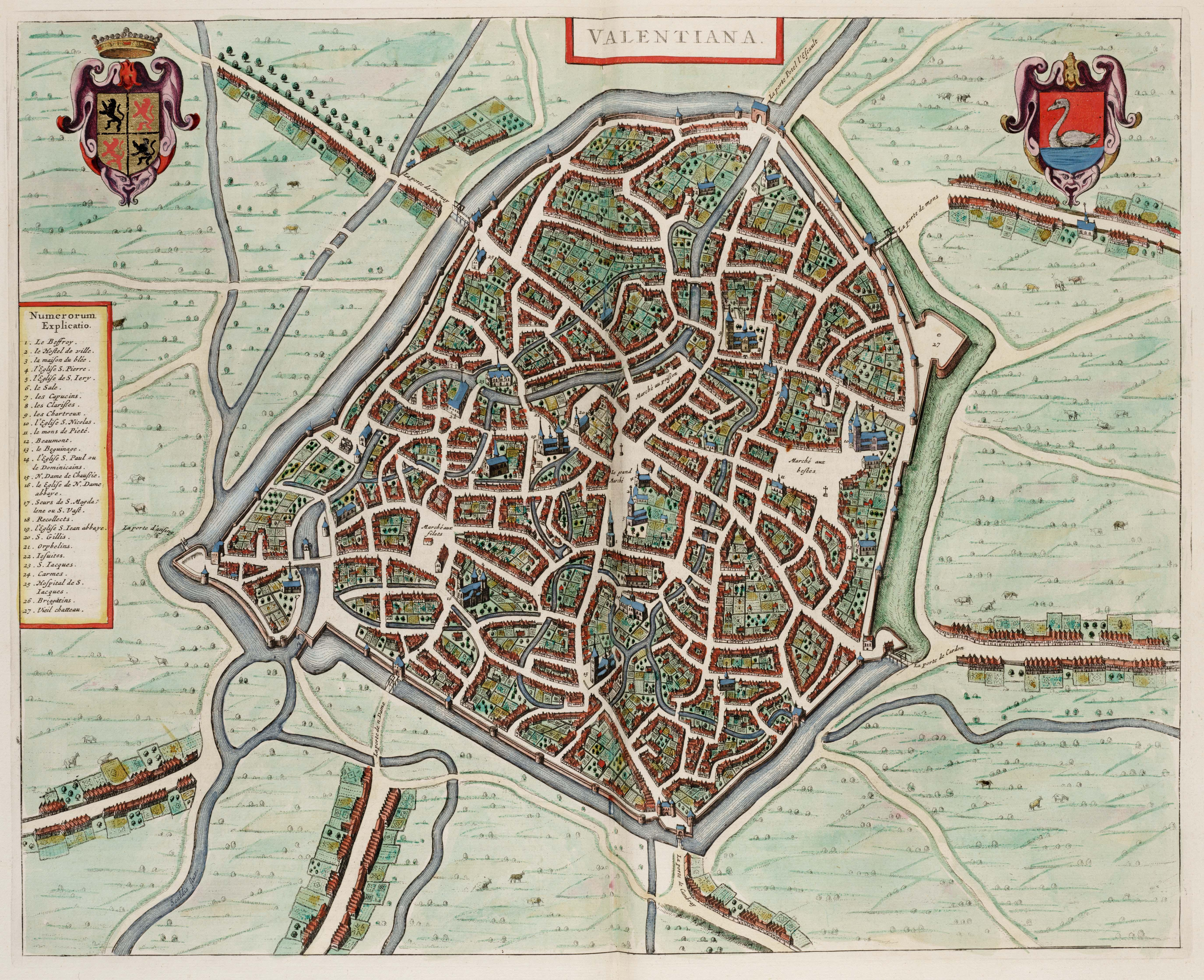
Valenciennes in de Atlas van Loon

Rond 1577 trokken de troepen van de Spaanse koning zich terug ten gevolge van het door Don Juan getekende Eeuwig Edict. Na de herinname van de stad door de hertog van Parma in 1580 werd het calvinisme er met wortel en tak uitgeroeid en vluchtten vele calvinisten naar het noorden.
Na het zoveelste beleg in 1677 werden Valencijn en grote delen van Henegouwen door de Fransen bezet en bij de Vrede van Nijmegen in 1678 kwam de streek bij Frankrijk. Na de Franse Revolutie werden vrijwel alle kerken afgebroken; alleen de kleine jezuïetenkerk, nu de kerk Saint-Nicolas en de Minderbroederskerk, nu de Saint-Gerykerk, ontsnapten aan de afbraak. Op 7 april 1843 stortte het 70 meter hoge belfort in. Ook tijdens de Tweede Wereldoorlog werd de binnenstad zwaar beschadigd, onder meer op de Place d'Armes, waar van het fraaie stadhuis alleen nog de voorgevel overeind stond.

### Industrie
De Valenciennekant werd naar deze stad vernoemd. In de eerste helft van de 18e eeuw werd in de omgeving steenkool ontdekt, wat onder meer leidde tot de oprichting van de Compagnie des mines d'Anzin in het naburige Anzin. Verschillende mijnschachten werden geopend in Valenciennes en de stad ontwikkelde zich dankzij de mijn- en staalnijverheid tot een belangrijke industriestad. Vanaf de jaren zestig van de twintigste eeuw werd de stad economisch zwaar getroffen door de sluiting van eerst de steenkoolmijnen en later de staal- en glasfabrieken met een hoge werkloosheid tot gevolg.

## Bezienswaardigheden
- Het stadhuis werd in 2001 ingeschreven als monument historique.
- Het Musée des Beaux-Arts de Valenciennes heeft een fraaie collectie, waaronder veel Vlaamse schilderkunst.
- De Basilique Notre-Dame du Saint-Cordon uit het midden van de 19e eeuw. De kerk werd in 1996 ingeschreven als monument historique.
- Het Hôpital du Hainaut uit de 18e eeuw. Het werd in 1945 geklasseerd als monument historique.
- De oude Mont-de-Piété (Berg van barmhartigheid) uit de 17e eeuw. Het gebouw werd in 1968 ingeschreven en in 1994 geklasseerd als monument historique.
- Van het oude jezuïetencollege werd in 1937 de bibliotheek geklasseerd als monument historique. De oude kapel, nu de Église Saint-Nicolas, werd in 1968 ingeschreven als monument.
- De Église Saint-Géry, geklasseerd in 1946
- De Église Saint-Michel
- De Église Sacré-Cœur
- De Église Sainte-Croix
- De Église Saint-Vaast
- De Église Notre-Dame du Sacré-Cœur
- De oude schachttoren van de Fosse Dutemple werd in 1992 als monument historique ingeschreven.
- Het Maison du Prévôt. De gevel en bedaking werd in 1923 geklasseerd als monument historique.
- Het Hôtel Floréal, waarvan in 1946 verschillende delen werden geklasseerd.
- Verschillende andere woonpanden in de stad werden in 1944 en later ingeschreven als monument historique omwille van hun gevel en bedaking.
- Verschillende onderdelen van de oude citadel werden in 1987 ingeschreven als monument historique.
- De Tour de Dodenne, in 1904 geklasseerd
- De Cimetière Saint-Roch dateert van het eind van de 18e eeuw. Er liggen verschillende bekende personen begraven. Op de begraafplaats bevindt zich ook een Brits militair perk met een 900-tal gesneuvelden, hoofdzakelijk uit de Eerste Wereldoorlog.

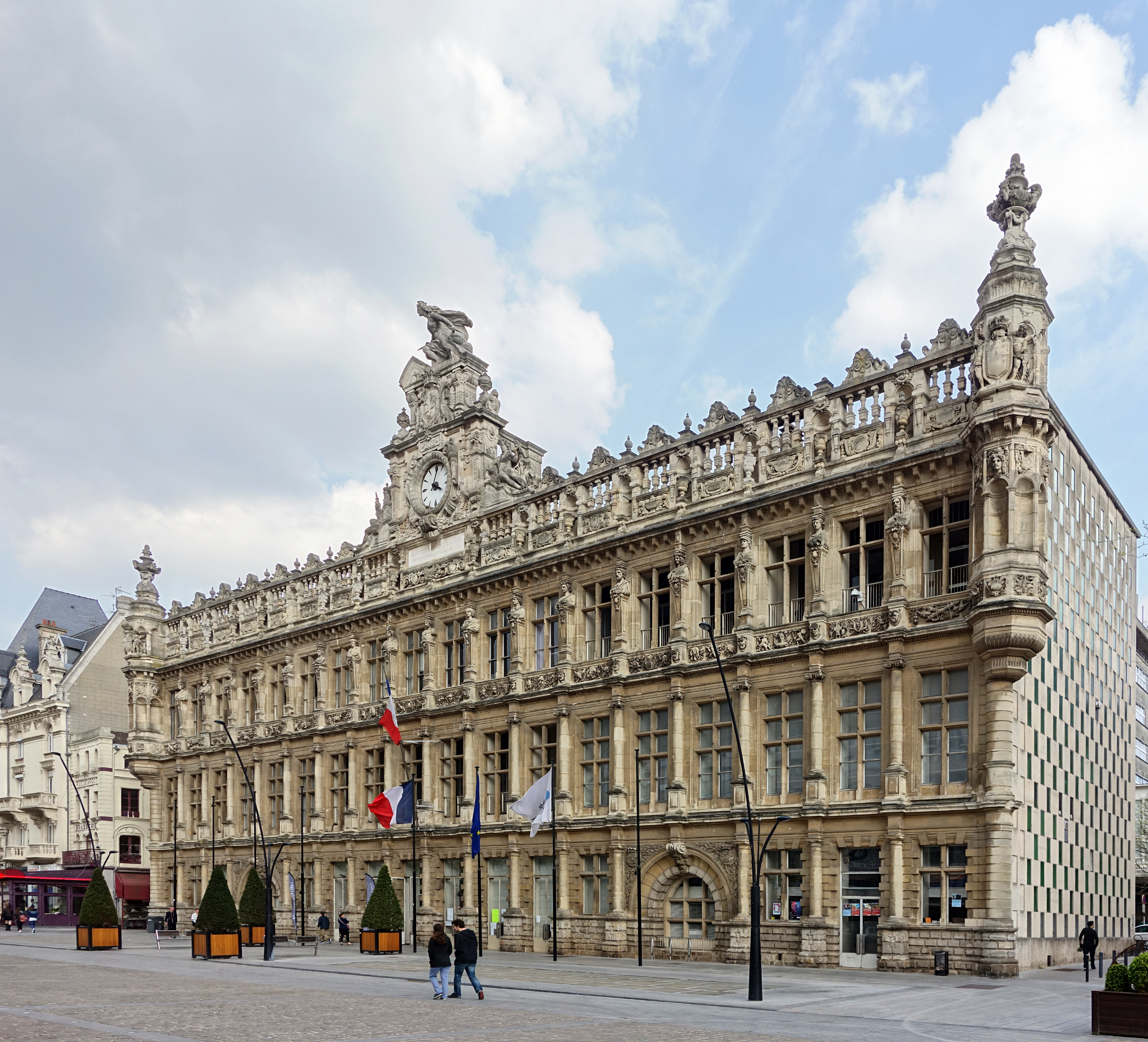
Stadhuis
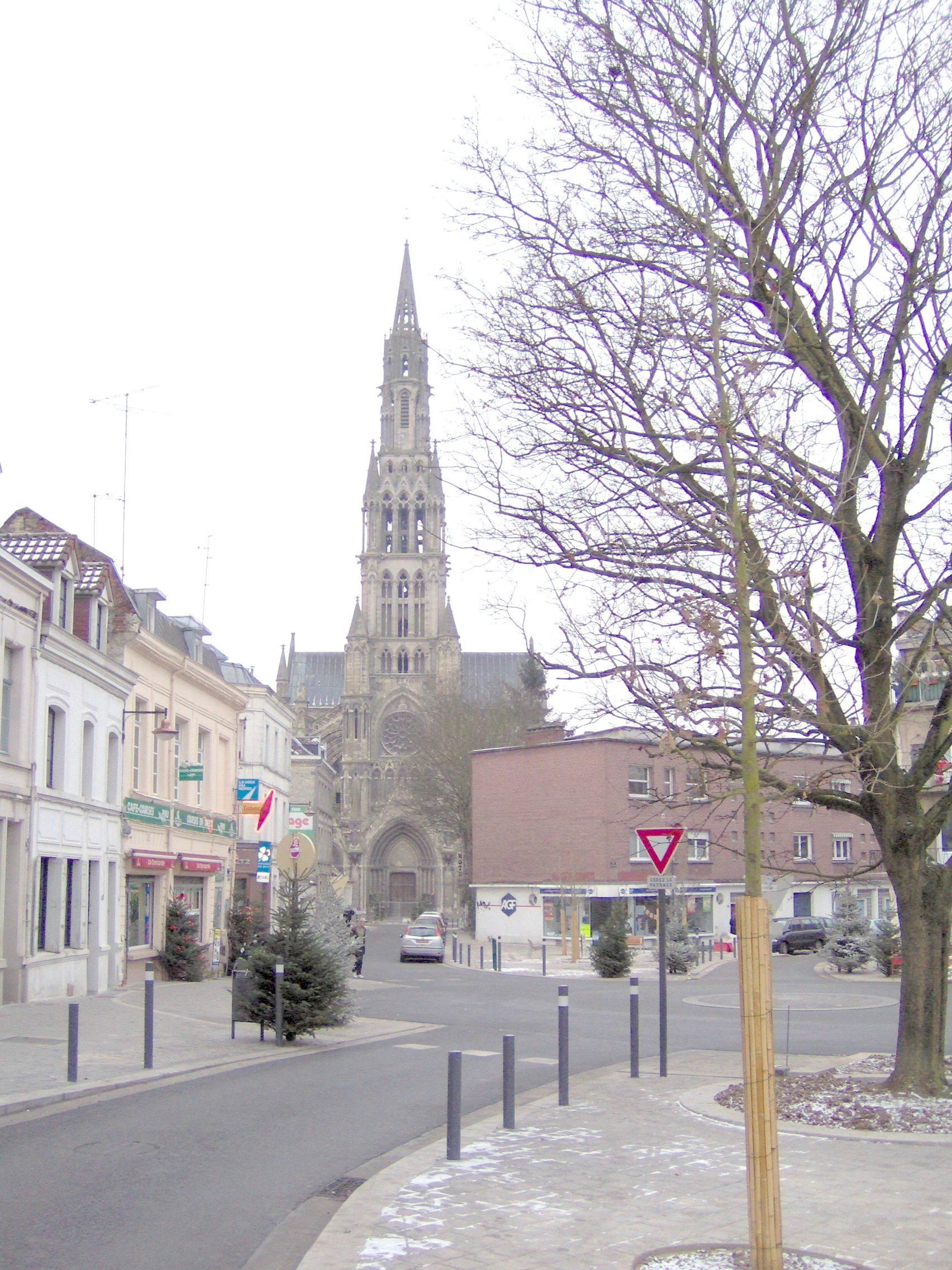
Église Notre-Dame du Saint-Cordon
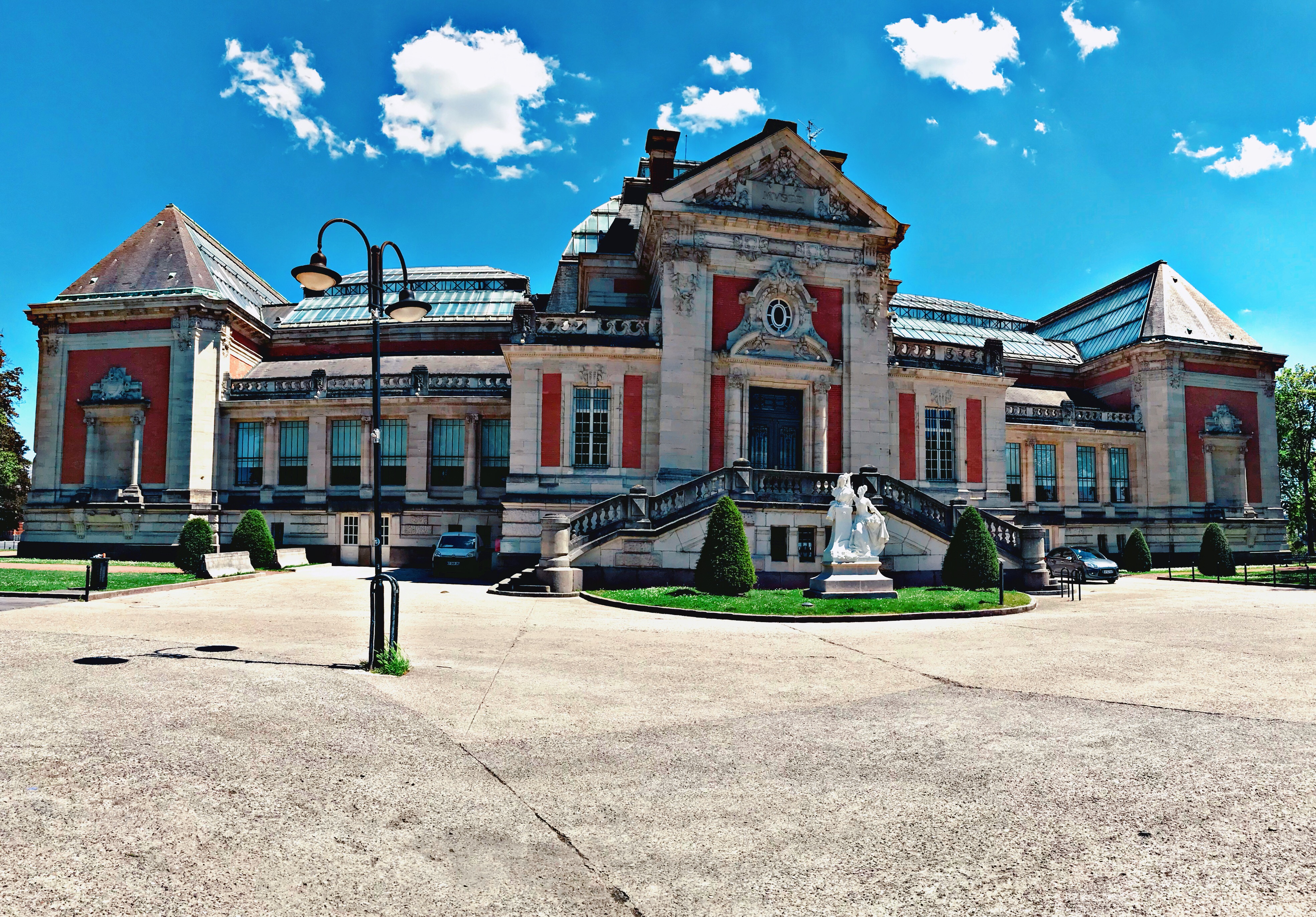
Museum
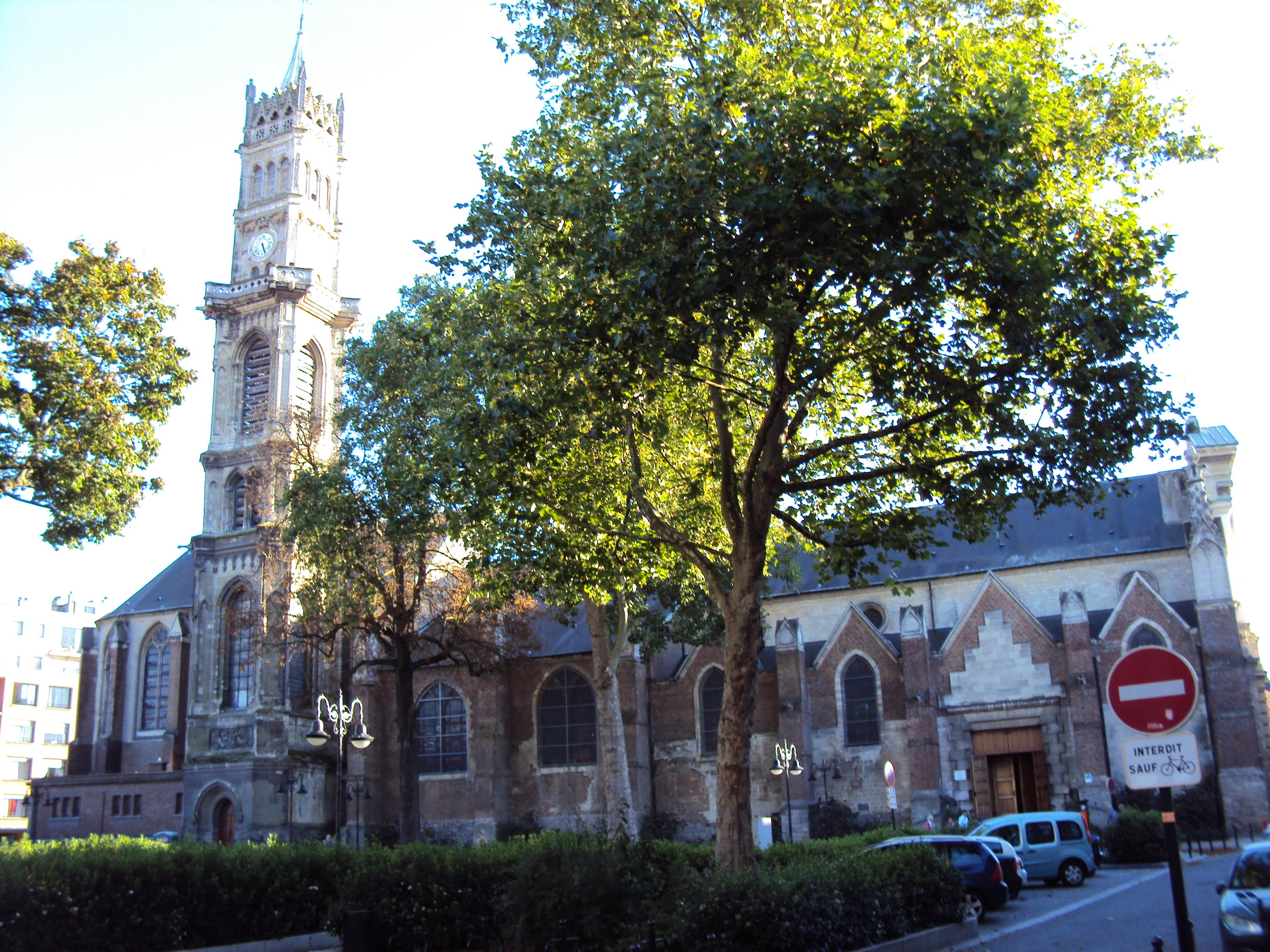
Église Saint-Géry
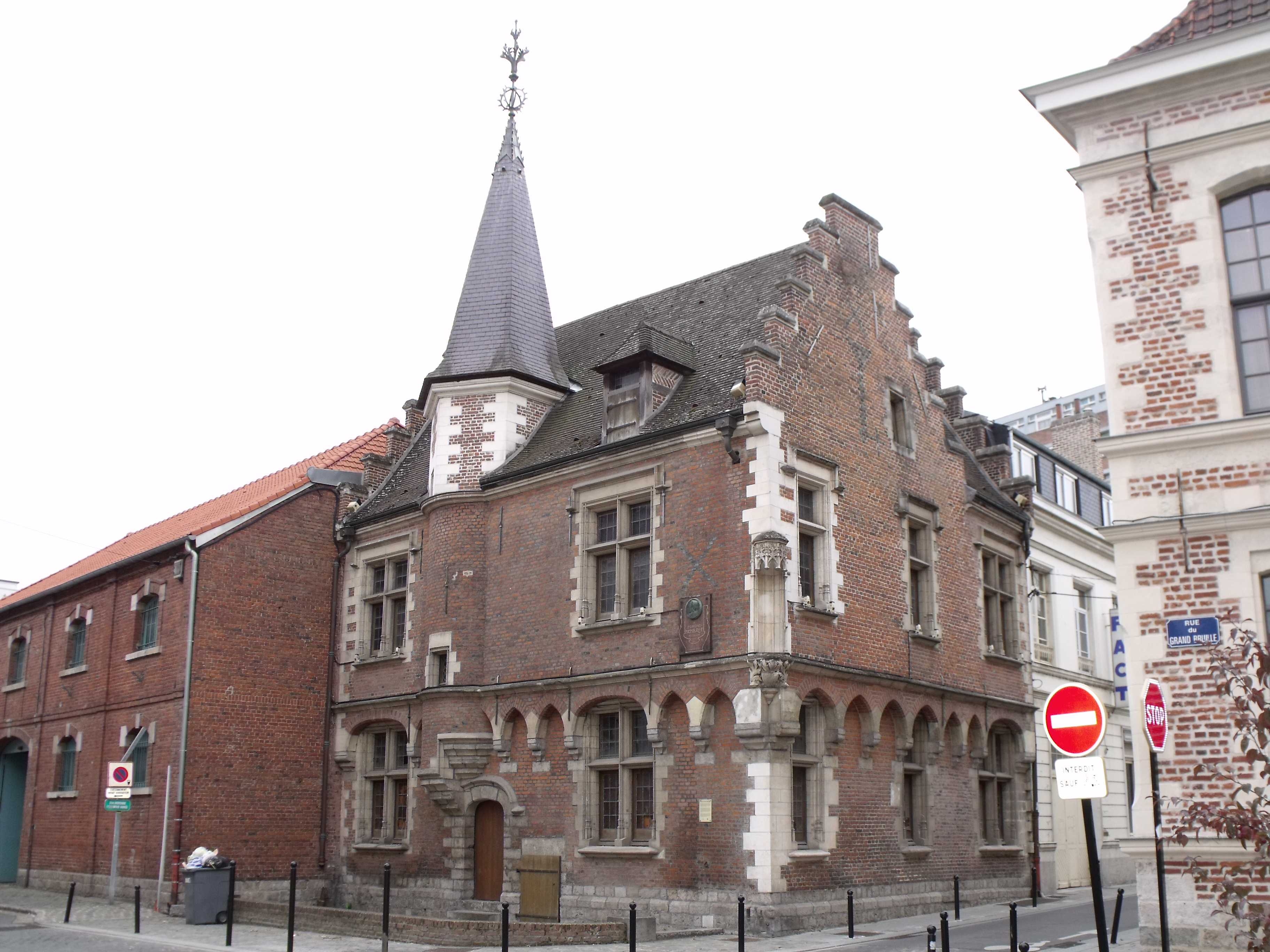
Maison du Prévôt
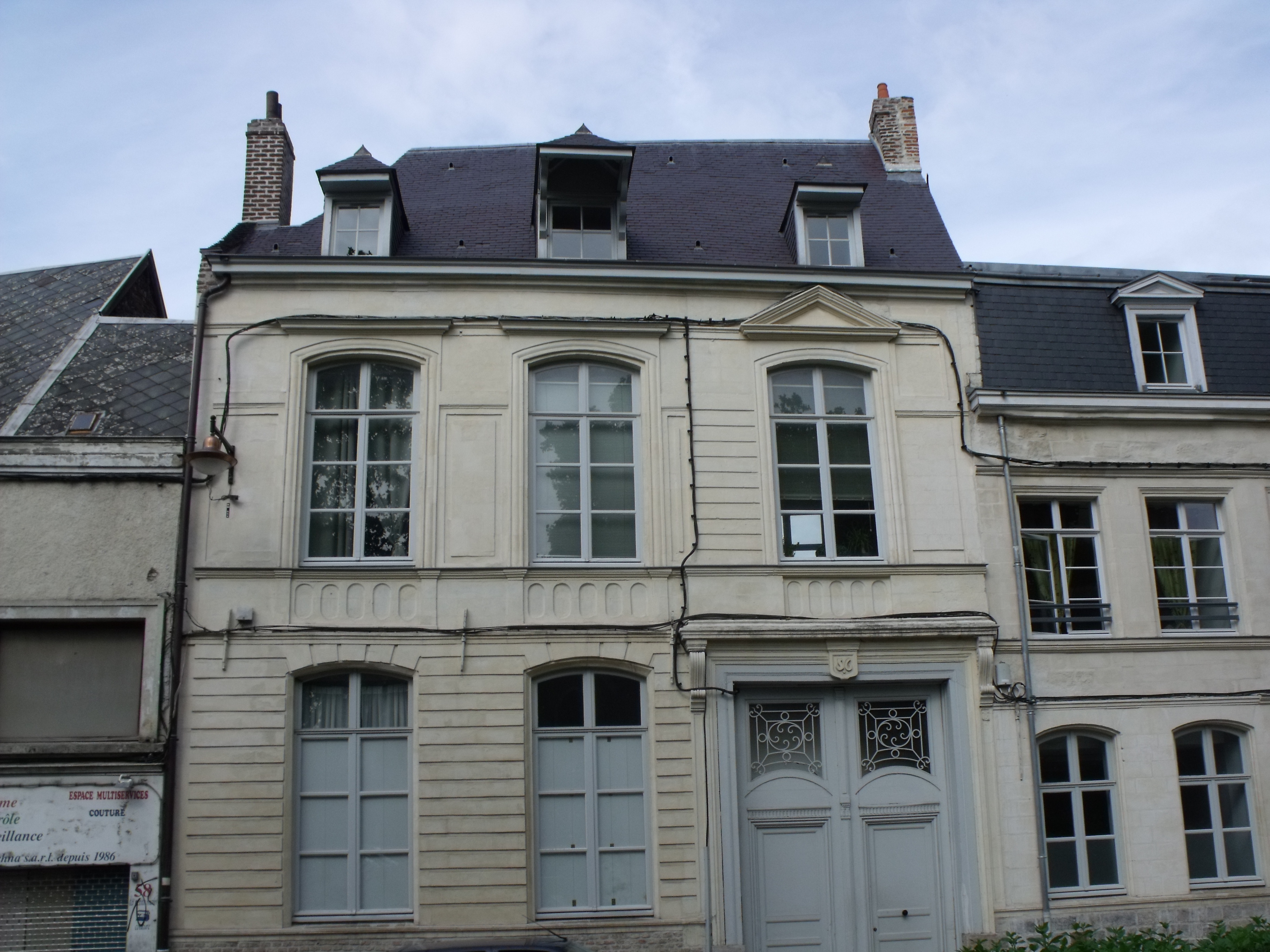
Hôtel Floréal
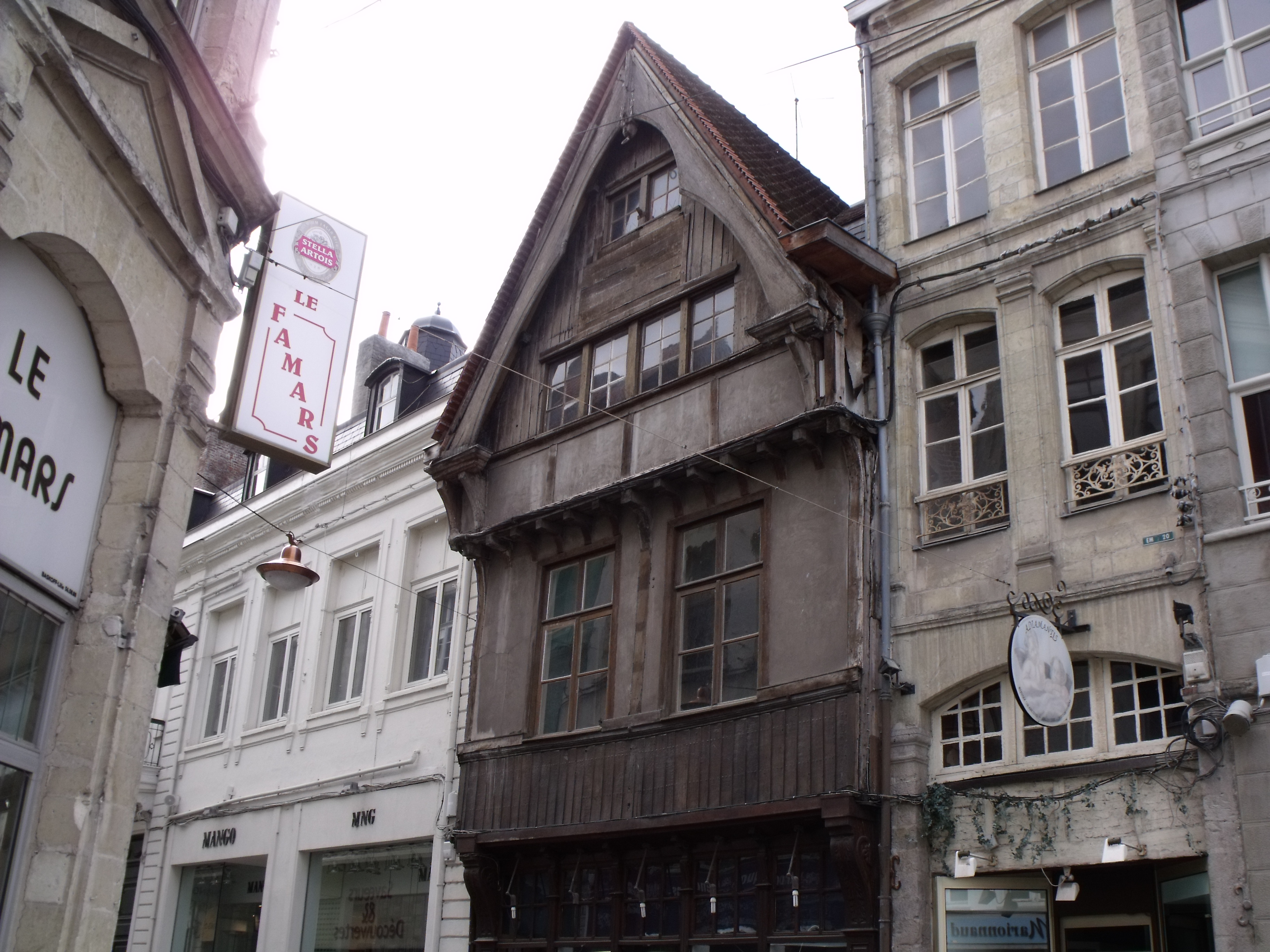
Beschermde gevel, Rue de Famars 12
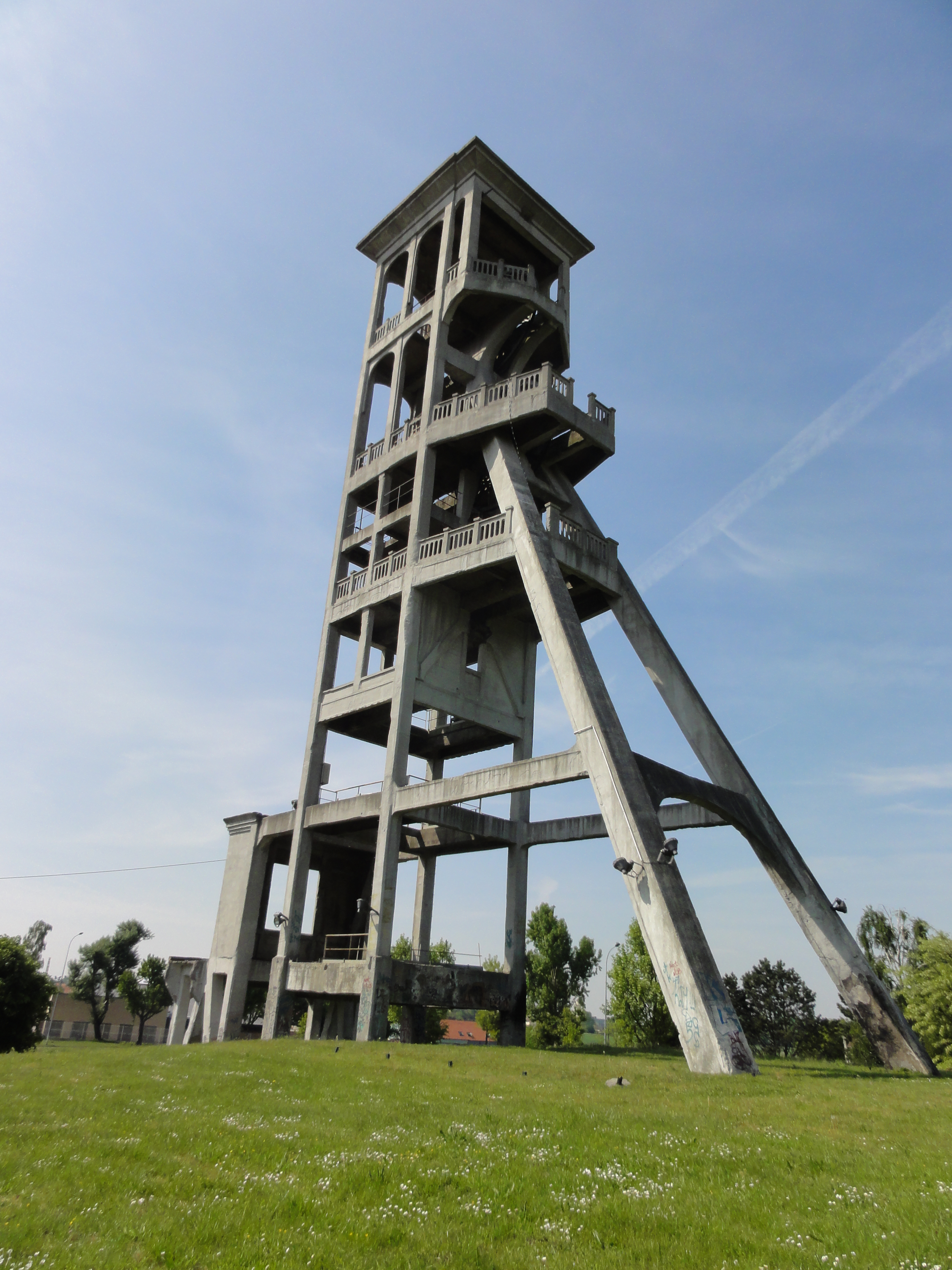
Schachttoren van de Fosse Dutemple
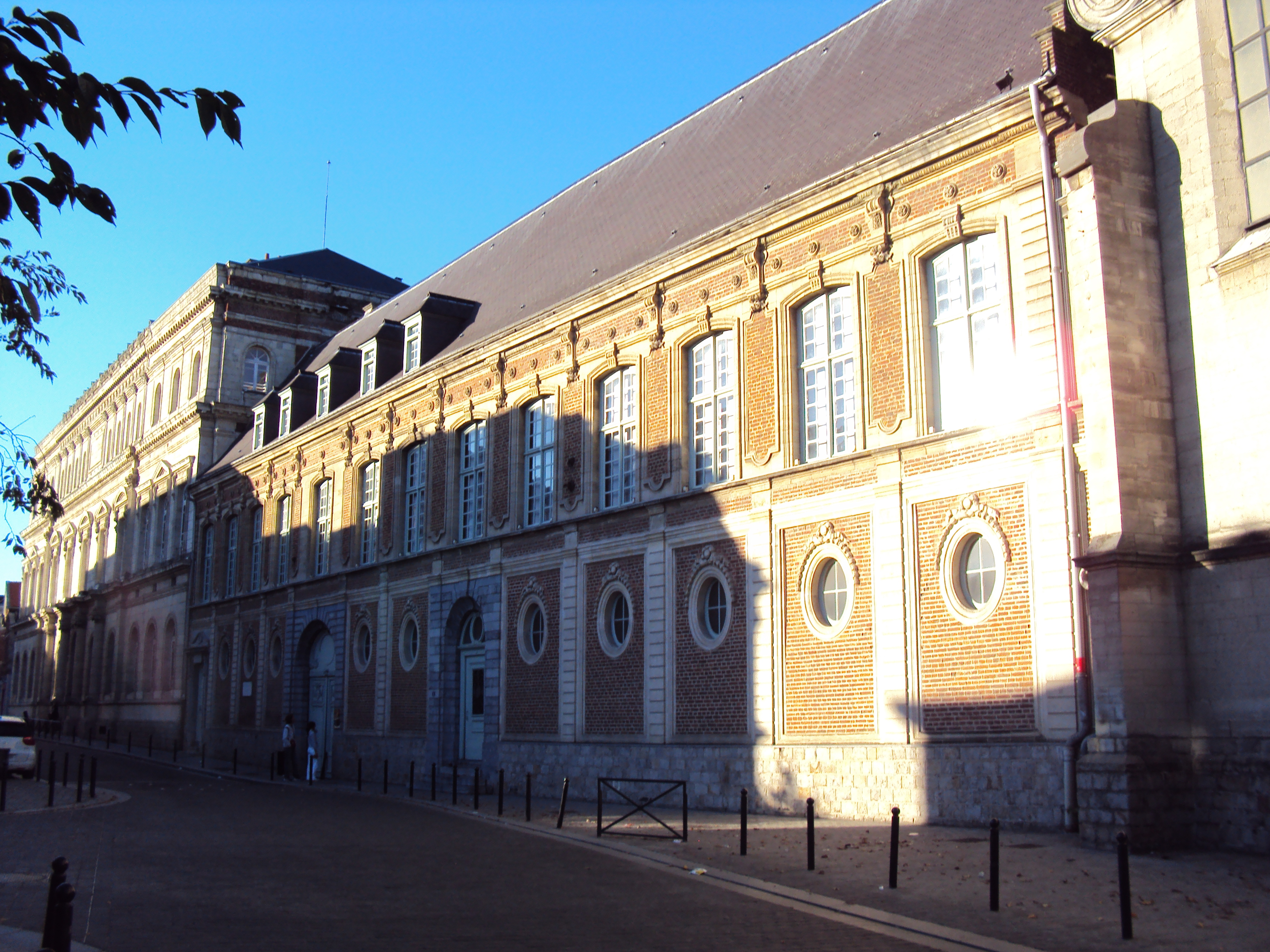
Jezuïetencollege
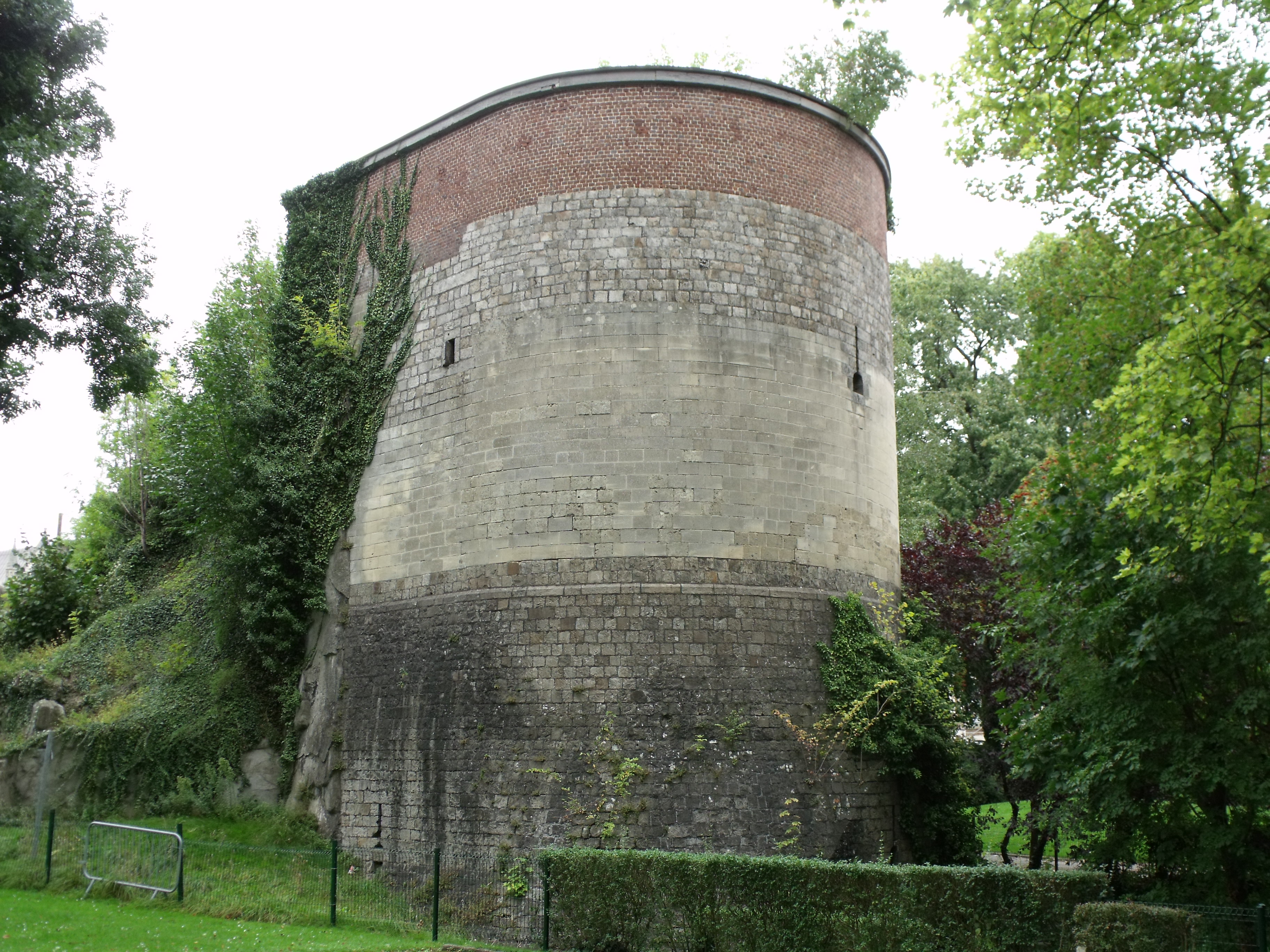
Tour de Dodenne

## Geografie
De oppervlakte van Valenciennes bedroeg op 1 januari 2022 13,82 vierkante kilometer; de bevolkingsdichtheid was toen 3.109,9 inwoners per km².
De onderstaande kaart toont de ligging van Valenciennes met de belangrijkste infrastructuur en aangrenzende gemeenten.

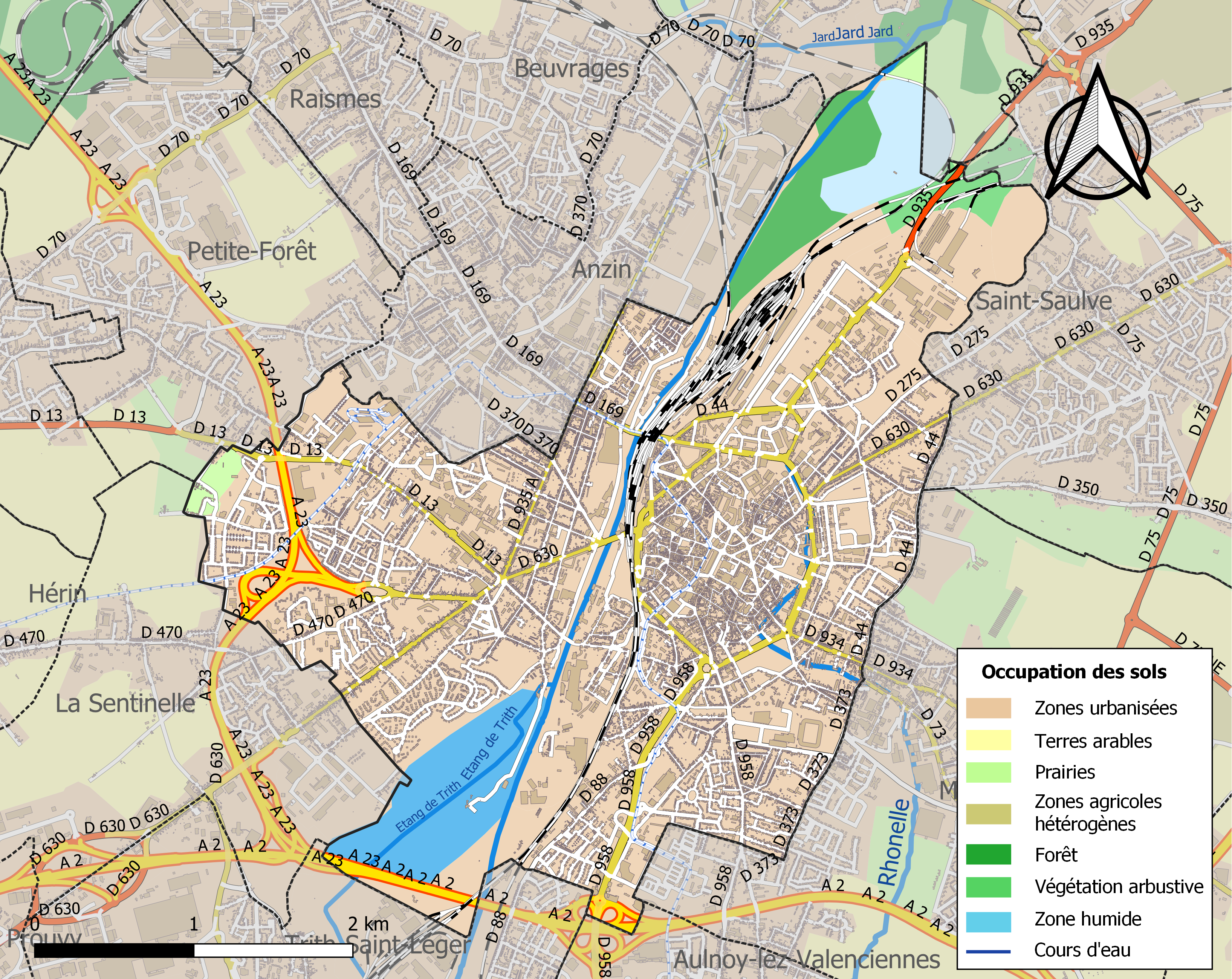

## Demografie
Onderstaande figuur toont het verloop van het inwonertal (bron: INSEE-tellingen).

## Vervoer
De stad ligt aan een belangrijk spoorwegknooppunt (zie TER Nord-Pas-de-Calais) in Noord-Frankrijk en is met Parijs verbonden via de hogesnelheidslijn Gonesse - Lille via Arras. Vroeger was er een rechtstreekse spoorverbinding met Brussel, via Bergen. Deze spoorlijn, die in 1842 werd geopend is de oudste internationale spoorlijn. In de gemeente ligt ook het gesloten spoorwegstation Valenciennes-Faubourg-de-Paris.
Na een afwezigheid van veertig jaar is de tram in de zomer van 2006 teruggekeerd in het straatbeeld van Valenciennes.

## Sport
Valenciennes heeft een voetbalclub Valenciennes FC, die in de hogere reeksen speelt. Van 2006 tot 2014 speelde de club nog in de Ligue 1. Er is ook een zeer succesvolle basketbalclub voor dames U.S.O.V. waar ook Ann Wauters speelde van 1998 tot 2004. Valenciennes is vijf keer etappeplaats geweest in de wielerkoers Ronde van Frankrijk. In 1970 was de Belg Roger de Vlaeminck er de eerste ritwinnaar, terwijl in 1991 de Nederlander Jelle Nijdam er voorlopig als laatste een dagzege behaalde. In 2025 startte de derde etappe in Valenciennes die in Duinkerken eindigde.

## Geboren in Valenciennes
- Boudewijn I van Constantinopel (1171-1205), keizer van het Latijns Keizerrijk, graaf van Vlaanderen en Henegouwen
- Hendrik van Vlaanderen (1174-1216), tweede keizer van het Latijnse Keizerrijk
- Keizer Hendrik VII (1275-1313), keizer van het Heilige Roomse Rijk
- Jean d'Oisy, ook Jehan d'Oisy of Jan van Osy (1310-1377), architect
- Filippa van Henegouwen (1314-1369), koningin van Engeland, echtgenote van Eduard III van Engeland
- Jean Froissart (1337-1405), dichter en kroniekschrijver
- André Beauneveu (1355-1400), beeldhouwer en miniaturist
- Robert Campin (1378-1444), schilder
- Daniel Cardon (1567), koopman als poorter ingeschreven te Vlissingen 1598
- Jacques Le Boucq (1528/1533-1573), schilder, samensteller van de Recueil d'Arras
- Claude Lejeune (ca. 1530 - 1600), Nederlandse polyfonist
- Adrien de Montigny (overleden 1615), schilder, maakte 2500 illustraties voor de Albums de Croy in opdracht van Karel III van Croy
- Antoine Watteau (1684 - 1721), kunstschilder
- Louise d'Épinay (1726-1783), salonnière en schrijfster
- Rose Anselme (1740-na 1784), toneelspeelster en zangeres in de Nederlanden
- Jean-Baptiste Carpeaux (1827-1875), beeldhouwer en schilder
- Jean Mineur (1902-1985), reclameregisseur
- Jean Lefèvre (1919-2004), acteur, speelde onder meer mee in de filmreeks Les gendarmes de Saint Tropez
- Pierre Richard (1934), acteur en filmregisseur
- Michel Duchaussoy (1938-2012), acteur
- Christian Nau (1944-2022), zeilwagenracer en auteur
- Bruno Wojtinek (1963), wielrenner
- Cécile Nowak (1967), judoka
- Jérémie Janot (1977), voetballer
- Denis Flahaut (1978), wielrenner
- Clément Tainmont (1986), voetballer
- Julie Dufour (2001), voetbalster